# Médiation pénale
En droit français, la médiation pénale est une mesure alternative aux poursuites pénales. Elle relève de la décision du procureur de la république et est la première mesure fondée sur le principe du plaider coupable.

## Définition
La médiation pénale est une mesure alternative aux poursuites pénales, comme le rappel à la loi ou la mesure de réparation. En France, la médiation pénale a été institutionnalisée par la loi du 4 janvier 1993 et modifiée par la loi du 9 mars 2004.
Le médiateur (un officier de police judiciaire, un délégué ou un médiateur du procureur) tente de rapprocher les parties afin d'assurer la réparation du dommage subi par la victime, mettre fin au trouble résultant de l'infraction, et contribuer au reclassement de l'auteur des faits.
Seul le procureur peut la décider, avant toutes poursuites. Le médiateur agit comme un délégué du procureur, et, à ce titre, peut dresser et signer le procès-verbal qui est nommé réquisition selon le modèle présenté par le Ministère de la Justice, avec les parties. Ce procès-verbal vaut jugement qui a force exécutoire.
Rappelons qu'il ne s'agit que de « petits » délits. La médiation suspend la prescription de l'action publique (article 41-1 du Code de procédure pénale).
La médiation pénale ne conduit pas à l'inscription de condamnation sur la casier judiciaire de l'auteur des faits.
Il s'agit donc de l'ancêtre juridique du plaider coupable ou la comparution sur reconnaissance préalable de culpabilité (CRPC) qui vise les délits punis jusqu'à cinq ans d'emprisonnement, mais dont le Procureur ne délègue pas la négociation et qui connaît la faveur du ministère public dans sa gestion des flux.

## Exemples de délits
- vols à l'étalage ;
- recels d'objets provenant de vols simples ;
- port et détention d'armes de 6e catégorie ;
- usages occasionnels de cannabis ;
- intrusions illicites dans un établissement scolaire ;
- dégradations de bien privé et de bien public ;
- vols simples, escroqueries, abus de confiance, filouteries de petite gravité ;
- recels provenant de ces délits ;
- abandon de famille ;
- non-représentations d'enfants ;
- infractions de moyenne gravité commises dans le cadre du voisinage ;
- infractions de moyenne gravité commises dans le cadre de la relation de travail ;
- appels téléphoniques malveillants ;
- violence avec usage ou menace d'une arme sans ITT.

## Le médiateur pénal
Appelé communément « Médiateur Pénal », parce qu'il intervient à la demande du procureur de la République concernant des « petits délits », les textes (Art. 41.1 du Code de Procédure Pénal) le désignent plus précisément sous le nom de « médiateur du procureur de la République » (plus au sens de « porte paroles »).
Depuis sa mise en place, la médiation pénale est assurée par des retraités de la gendarmerie et de la police nationales et des associations, comme celles adhérentes aux fédérations nationales Citoyens et Justice, fédération nationale des associations socio-judiciaires, et l'INAVEM Institut National d'Aide aux Victimes et de Médiation. Toutefois, les textes prévoient que le médiateur peut être une personne physique, professionnel indépendant ou par une association issue du secteur socio-judiciaire.
Le taux de réussite de médiation pénale traitée en 2000 par les associations (142), était plutôt bas : 56 % (pour 58 % des affaires confiées, soit 19 382 sur 33 391) Voir document sur le site du Sénat
Le médiateur ou le délégué du procureur doivent satisfaire aux conditions suivantes :
- ne pas exercer d'activités judiciaires à titre professionnel ;
- ne pas avoir fait l'objet d'une condamnation, d'une incapacité ou d'une déchéance mentionnée au bulletin no 2 du casier judiciaire ;
- présenter des garanties de compétence, d'indépendance et d'impartialité.

Dans les affaires impliquant des mineurs, le délégué ou le médiateur du procureur doit en outre s'être signalé par l'intérêt qu'il porte aux questions de l'enfance.

## L'exercice
Certains médiateurs pénaux s'en tiennent à exercer leur fonction en considérant que celui qui reconnait sa culpabilité doit réparer le préjudice causé, d'autres vont plus au fond de la réalité des différends et favorisent une réelle discussion entre les parties.
Il peut arriver que « L'index pointé peut se retourner vers celui qui le pointe »...
Parfois, les différends familiaux qui font l'objet d'une médiation pénale ont des causes que les protagonistes ignorent eux-mêmes. Il en est de même pour des querelles de voisinages qui se passent de génération en génération. L'intervention du médiateur soucieux non de faire une application de la loi, mais de permettre une résolution du conflit, permet d'identifier la cause et la sanction perd tout sens.